# Maurice Couve de Murville
Jacques-Maurice Couve de Murville (ur. 24 stycznia 1907 w Reims jako Jacques-Maurice Couve, zm. 24 grudnia 1999 w Paryżu) – francuski polityk, urzędnik państwowy i dyplomata, deputowany i senator, minister spraw zagranicznych (1958–1968), minister gospodarki i finansów (1968), premier Francji (1968–1969).

## Życiorys
Nazwisko Couve de Murville nosił od 1925. Jego ojciec Édouard Couve był prawnikiem. Maurice Couve de Murville uczył się w Lycée Louis-le-Grand. Następnie studiował w École libre des sciences politiques i na Uniwersytecie Paryskim, doktoryzował się w zakresie prawa. Od 1930 był urzędnikiem inspekcji finansowej. W latach 1936–1937 pracował jako attaché do spraw finansów w ambasadzie w Belgii, po czym dołączył do departamentu przepływów finansowych w ministerstwie finansów. Objął tam stanowisko zastępcy dyrektora. W 1940 podjął pracę w administracji Francji Vichy, został powołany na dyrektora do spraw finansów zewnętrznych, był też członkiem delegacji do komisji rozejmowej w Wiesbaden.
W marcu 1943 przedostał się do Algieru, gdzie generał Henri Giraud powierzył mu funkcję sekretarza generalnego kierowanego przez siebie dowództwa cywilnego i wojskowego. Wkrótce dołączył do generała Charles’a de Gaulle’a. W czerwcu 1943 został komisarzem finansowym nowo powołanego Francuskiego Komitetu Wyzwolenia Narodowego. Od 1944 zatrudniony w dyplomacji, w 1945 był ambasadorem rządu tymczasowego we Włoszech. Następnie w latach 1945–1950 zajmował stanowisko dyrektora do spraw politycznych w resorcie spraw zagranicznych. W kolejnych latach był ambasadorem Francji w Egipcie (1950–1954), przy NATO (1954), w Stanach Zjednoczonych (1954–1956) i w RFN (1956–1958).
W czerwcu 1958 Charles de Gaulle, który objął stanowisko premiera, powierzył mu funkcję ministra spraw zagranicznych. Urząd ten sprawował nieprzerwanie przez 10 lat do maja 1968, wchodząc również w skład kolejnych gabinetów, którymi kierowali Michel Debre i Georges Pompidou. W okresie tym miały miejsce m.in. uznanie niepodległości Algierii, zablokowanie przystąpienia Wielkiej Brytanii do EWG, uznanie Chińskiej Republiki Ludowej, wyjście ze struktur wojskowych NATO czy „polityka pustego krzesła” po zerwaniu obrad ministrów spraw zagranicznych państw należących do EWG. Maurice Couve de Murville związał się z gaullistowską Unią Demokratów na rzecz Republiki. W 1967 przegrał wybory parlamentarne, co jednak nie wpłynęło negatywnie na jego karierę polityczną. W maju 1968 przeszedł na stanowisko ministra gospodarki i finansów, które zajmował do lipca tegoż roku. W międzyczasie po raz pierwszy został wybrany do Zgromadzenia Narodowego.
W lipcu 1968 prezydent Charles de Gaulle mianował go nowym premierem. Urząd ten sprawował do czerwca 1969. Później czasowo pozostawał poza polityką (w wyborach uzupełniających w 1969 pokonał go Michel Rocard); w 1971 wydał swoje wspomnienia. W 1973 powrócił do niższej izby francuskiego parlamentu, skutecznie ubiegając się o reelekcję w wyborach w 1978 i 1981. Od drugiej połowy lat 70. reprezentował nową partię gaullistowską – Zgromadzenie na rzecz Republiki. Od 1976 był także radnym Île-de-France, a od 1977 członkiem rady miejskiej Paryża. W 1986 nie kandydował w wyborach parlamentarnych. W tym samym roku wszedł następnie w skład Senatu, w którym zasiadał do 1995.
Odznaczony m.in. Legią Honorową II klasy, Orderem Narodowym Zasługi I klasy oraz Orderem Odrodzenia Polski I klasy.